# Michou d'Auber
Michou d'Auber è un film del 2007 diretto da Thomas Gilou.
Il soggetto del film è tratto dalla vera storia di un bambino di origini algerine, con problemi familiari, nella Francia dei primi anni '60. Messaoud Hattou, cui si ispira il protagonista della storia, è co-sceneggiatore del film.
Michou d'Auber è stato premiato come miglior film al Giffoni Film Festival del 2007 nella categoria Free to Fly.

## Trama
Nel 1960 i piccoli Abdel e Messaoud, di famiglia algerina ma nati e vissuti alla periferia di Parigi, hanno la mamma gravemente malata e il padre impossibilitato ad allevarli. Vengono così avviati all'affidamento nel centro della Francia.
Abdel, il più grande, finisce in una fattoria dove viene messo a lavorare e trattato con pochissimo riguardo. Messaoud viene preso da una coppia che non può avere figli e che già in passato ha avuto dei bambini in affidamento. Gisèle si vede costretta ad accettare questo bambino che sa che potrà portarle problemi con il marito, per via della sua origine e credo. Il marito Georges è infatti un militare in congedo, nazionalista e retrogrado. Gli anni sono quelli della guerra d'Algeria per cui specie nella provincia francese più profonda l'inserimento di un bambino di origini algerine presenta molte problematicità.
Gisèle ovvia a tutto questo dando una nuova identità al bambino. Dopo avergli tinto i capelli di biondo, gli dà il nome di Michel e dice a tutti che viene dal Nord. Il bambino sta al gioco e così i problemi di inserimento e accettazione sembrano superati. Solo il maestro Jacques è al corrente delle vere origini di Michou ma rispetta la volontà di Gisèle per la quale ha un debole.
Dopo le iniziali difficoltà scolastiche Michou si integra bene ed entra persino nel coro parrocchiale. Il fratello pianifica una fuga ma al momento di partire il piccolo non se la sente di abbandonare la sua nuova famiglia, che intanto rischia di sgretolarsi. Per giunta Georges scopre anche la verità su Michou e così va su tutte le furie. Ma è proprio grazie all'amore per il bambino che Georges e Gisèle superano una crisi che sembrava insanabile e si predispongono per l'adozione.
Dopo due anni però, mentre l'Algeria è appena divenuta indipendente, torna il suo padre naturale che, informando della morte della moglie, che ha dato alla luce un'altra bimba, comunica di avere una nuova compagna e di essere in grado di riprendersi suo figlio. Michou che ormai si sentiva parte della famiglia Duvailly, non vuole separarsi da chi gli ha dimostrato tanto amore. Georges, smarrito quanto lui, lo convince a tornare col padre e, poco tempo dopo, va a trovarlo per rispettare la promessa di portarlo al mare, che il bambino non aveva mai visto.

## Produzione
Il film è stato girato nel 2005 ed uscito nelle sale, di Francia, Germania e Belgio, dal febbraio 2007. La maggior parte degli esterni del film sono stati girati a Ainay-le-Château nell'Allier.
Il film presenta alcune piccole imprecisioni storiche riguardanti i mezzi di trasporto. La Citroën Ami 6 guidata da Georges nel film andò in produzione a partire dal 1961, mentre tutta la parte principale del film si svolge nel 1960. Le poste, all'epoca, avevano furgoni di colore verde scuro, non già giallo come mostrato nel film.
Il cognome fittizio del bambino viene coniato dal maestro Jacques che prende spunto dalla città di origine dello stesso, Aubervilliers alle porte di Parigi. Il bambino sarebbe stato registrato a scuola col nome di Michel Daubert. Il titolo del film, pertanto, non riporta la sua nuova identità quanto il suo nomignolo e la sua provenienza.